# Marine Police Force
 (mars 2020).
Si vous disposez d'ouvrages ou d'articles de référence ou si vous connaissez des sites web de qualité traitant du thème abordé ici, merci de compléter l'article en donnant les références utiles à sa vérifiabilité et en les liant à la section « Notes et références ».
La Marine Police Force, le nom francisé de Thames River Police, est constituée par le magistrat Patrick Colquhoun et le capitaine Mariner John Harriott en 1800 pour lutter contre le vol et le pillage des navires ancrés dans le port de Londres et dans le cours inférieurs et quais de la Tamise en remplacement de la Marine police. Thames River Police fusionne avec la Metropolitan Police Service en 1839. Elle évolue progressivement pour devenir l'unité de police maritime de la police métropolitaine.

## Création
Cette « force de police », qui s'étend au-delà du périmètre d'un seul arrondissement ou d'une seule ville, constitue la force globale la plus ancienne d'Angleterre. Les marchands perdaient environ 500 000 de livres sterling (équivalent à 52,2 millions de livres sterling en 2020) de cargaisons volées chaque année du Pool of London sur la Tamise à la fin des années 1790 . Un plan a été conçu pour limiter le problème en 1797 par un juge de paix et maître de marine d'Essex, John Harriot, qui a uni ses forces avec Patrick Colquhoun et le philosophe utilitariste Jeremy Bentham. Sur la base de la proposition de Harriot et des idées de Bentham, Colquhoun a réussi à persuader les comités de planteurs des Indes occidentales et les marchands des Indes occidentales de financer la nouvelle force. Ils ont accepté un procès d'un an et le 2 juillet 1798, après avoir reçu l'autorisation du gouvernement, la police de la Tamise a commencé à opérer avec Colquhoun comme magistrat directeur et Harriot le magistrat résident. 

## Résultats obtenus
Avec un investissement initial de 4 200 £, la nouvelle force a commencé avec environ 50 hommes chargés de surveiller 33 000 travailleurs des métiers fluviaux, dont Colquhoun a affirmé que 11 000 étaient des criminels connus et « actifs ». La police fluviale a d'abord reçu un accueil hostile de la part des travailleurs des chantiers navals et des quais ne souhaitant pas perdre un revenu illicite. Une foule de 2 000 personnes a tenté d'incendier le bureau de police avec la police à l'intérieur. L'escarmouche qui a suivi a entraîné la mort de la première ligne de la nouvelle force avec le meurtre de Gabriel Franks.
Néanmoins, Colquhoun a rapporté à ses partisans que sa force avait été un succès après sa première année, et ses hommes avaient « établi leur valeur en économisant 122 000 £ de cargaison et en sauvant plusieurs vies. » La nouvelle de ce succès se répandit rapidement et le gouvernement adopta le 28 juillet 1800 le projet de loi sur la police maritime, le transformant d'un service de police privé en un service de police public. Colquhoun a publié un livre sur l'expérience, Le commerce et la police de la Tamise. Il a trouvé un public réceptif bien en dehors de Londres et a inspiré des forces similaires dans les villes d'autres pays, notamment à New York, Dublin et Sydney.